# Cincovillas
Cincovillas es un municipio y localidad español de la provincia de Guadalajara, en la comunidad autónoma de Castilla-La Mancha. El término municipal tiene una población de 19 habitantes (INE 2024).

## Historia
Su nombre deriva de la unión de cinco aldeas: Visperinas, Torrecillas, Torrejón, Santiago y la actual de la que tomaron el terreno y cuyo antiguo nombre desconocemos. Hoy día se conoce dónde estuvieron situadas esas aldeas y de alguna todavía se puede ver algunos restos de piedras y tejas.
A mediados del siglo XIX, el lugar tenía contabilizada una población de 116 habitantes. La localidad aparece descrita en el sexto volumen del Diccionario geográfico-estadístico-histórico de España y sus posesiones de Ultramar de Pascual Madoz de la siguiente manera:

CINCO-VILLAS: l. con ayunt. en la prov. de Guadalajara (12 leg.), part. jud. de Atienza (1), aud. terr. de Madrid (20), c. g. de Castilla la Nueva, dióc. de Sigüenza (4 1/2): sit. en una cuesta á la márg. del r. Germellon y combatido libremente de todos los vientos, en particular de los del N.; su clima es frio y las enfermedades mas comunes fiebres intermitentes y dolores de costado; tiene 35 casas; la de ayunt.; escuela de instruccion primaria y una igl. parr. (Sta. Maria), servida por un cura de provision real y ordinaria; el vecindario se surte principalmente para beber de las aguas de un pozo. Confina el térm. N. Madrigal; E. Alcolea de las Peñas; S. Cercadillo, y O. Atienza: dentro de él se encuentra una ermita (El Humilladero) y algunos manantiales: el terreno es de regular calidad, comprende unas 3,000 fan., de las que se hallan en labor las 2 terceras partes; hay prados de siega. caminos: los locales, de herradura y en mediano estado. correo: se recibe y despacha en la adm. de Atienza. prod.: trigo puro, centeno, cebada, avena y algunas legumbres y hortalizas, yerbas de pasto y de dalla; cria ganado lanar y vacuno, y algunas caballerías; hay caza mayor y menor de diferentes especies. ind.: la agrícola, un molino harinero y algunos de los oficios mas indispensables. comercio: exportación de ganados y frutos sobrantes á los mercados de Atienza, en los que se surten de los géneros de consumo que faltan. pobl.: 33 vec., 116 alm. cap. prod.: 503,300 rs. imp.: 45,300. contr.: 2,359 rs.
(Madoz, 1847, pp. 408-409)

## Demografía
Cincovillas cuenta con una población de 19 habitantes (INE 2024).
| Gráfica de evolución demográfica de Cincovillas entre 1842 y 2021                                                   |
| |
| Población de derecho según los censos de población del INE Población de hecho según los censos de población del INE |

| 1991 |  | 1996 |  | 2001 |  | 2004 |  | 2013 |  | 2014 |  | 2015 |  | 2022 |
| ---- |  | ---- |  | ---- |  | ---- |  | ---- |  | ---- |  | ---- |  | ---- |
| 40   |  | 38   |  | 37   |  | 39   |  | 23   |  | 23   |  | 22   |  | 27   |

Según los datos de evolución de población del INE llegó a contar con 327 habitantes empadronados. En las décadas de 1960 y 1970 comenzó la gran despoblación, mermando ostensiblemente el número de habitantes. Hoy día su población estacional es muy elevada, situándose por encima de las 400 personas en determinadas épocas de verano.

## Patrimonio

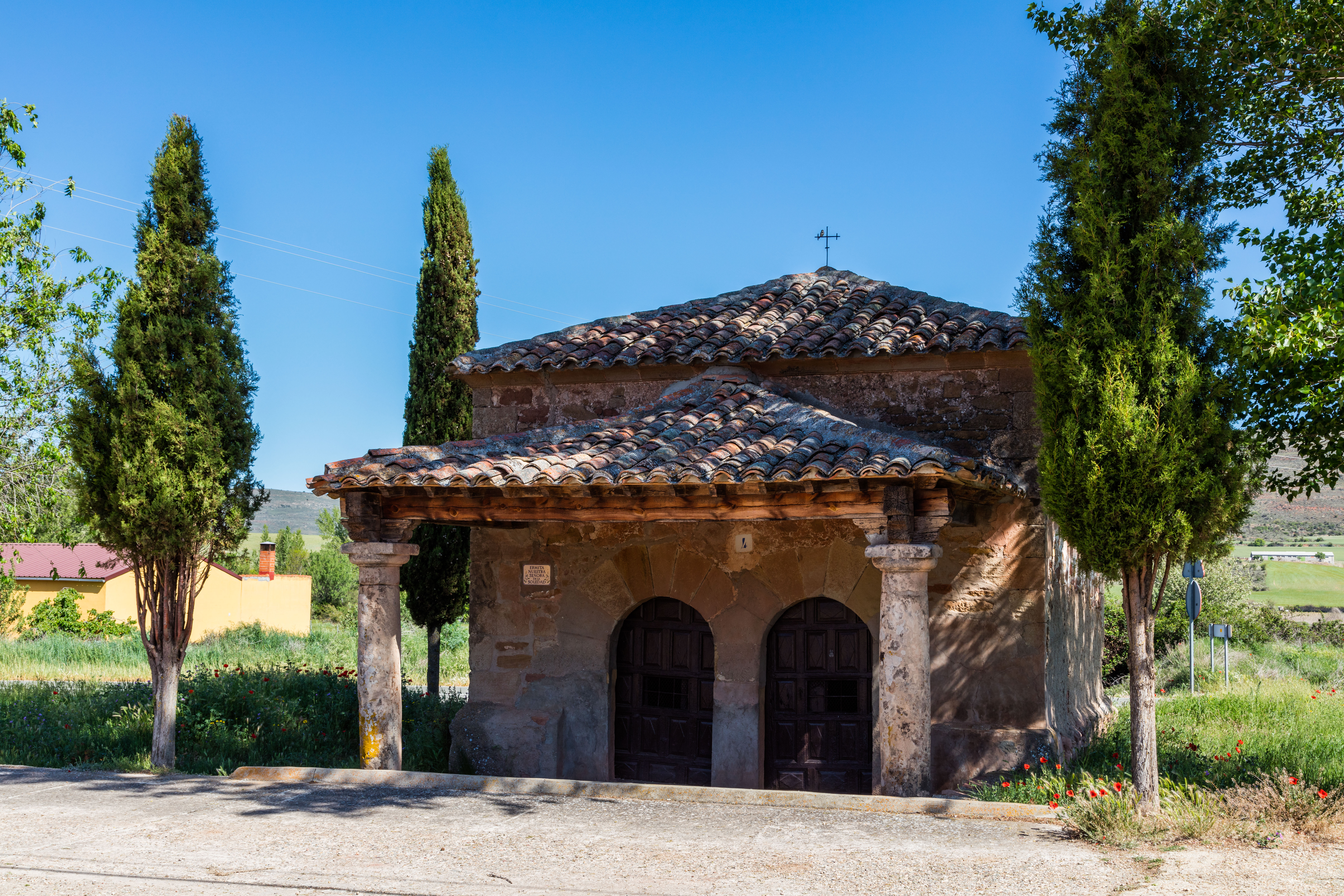
Ermita de la Soledad

Destaca la iglesia parroquial de San Vicente (siglo XII) de estilo románico, con portada en el lado este y la ermita del Humilladero, dedicada a la Virgen de la Soledad (siglo XVI). 
En la iglesia veremos el pórtico original con dos arquivoltas de medio punto y decorada con motivos vegetales, bolas y baquetones, típicos del románico. En el siglo XVI su cabecera fue modificada totalmente.
En la parte baja de pueblo se encuentra la antigua posada (Parador de San Vicente), que servía como lugar de descanso a los arrieros que iban camino del Norte.
La calle que recorre todo el municipio desde la carretera hasta el cementerio se divide en varios tramos con distinto nombre: Calle Bajera, Calle de la Iglesia y Calle Alta. A la altura de la plaza es atravesada por la calle de la Fuente, lo que da al pueblo una distribución con forma de cruz latina.
Lo que fue la casa del cura, se reconstruyó y hoy día alberga las dependencias del ayuntamiento y el consultorio médico local.
La antigua escuela, es hoy en día una casa particular.
Para actividades deportivas cuenta con campo de fútbol, frontón y pista para petanca.
Las fiestas patronales se celebran en agosto en honor a la Virgen de la Soledad, si bien los patronos del pueblo son la Inmaculada Concepción (8 de diciembre) y San Vicente (22 de enero), fechas en las que antiguamente se celebraban las fiestas.
En la actualidad sólo cuenta con un bar que está situado en la casa-local sede de la Asociación Cultural la Ballena, sita en la calle de la Fuente.
El escudo está dividido en vertical con dos cuarteles, uno con fondo rojo y otro blanco en representación de la bandera de la Comunidad Autónoma (Castilla-La Mancha), el primero de ellos con castillo y el otro dividido por una banda morada (color de Castilla) con cinco estrellas (hecho fundacional de la unión de cinco villas). En la mitad superior una ballena que rememora un hecho histórico y en la mitad inferior una hoja de roble en representación de la comarca de la Sierra.
Desde el año 2023, se puede ver el programa de las fiestas online en https://www.cincovillas.party/.